# Lévrier espagnol
Le lévrier espagnol, ou galgo espagnol (« galgo español ») est un lévrier communément utilisé pour la chasse, en particulier la chasse au lièvre en terrain découvert, mais aussi le lapin, le renard et même le sanglier. La Fédération cynologique internationale l'a répertorié dans le groupe 10, lévriers, section 3, standard no 285.
Bien que le galgo compte peu de naissances en France et d'inscriptions au LOF (16 en 2005), plusieurs centaines de ces lévriers venant d'Espagne sont adoptés chaque année dans ce pays, ainsi qu'en Belgique et en Suisse.

## Description
Le galgo a une belle musculature et une silhouette élégante, soulignée par une tête fine et allongée, un poitrail profond, un ventre bien levretté et un long fouet tombant en faucille au repos.
Son allure typique est, par nature, le galop. Le trot doit être allongé, rasant, élastique et puissant.
Il existe deux variétés de galgos : 
- l'une à poil serré, très fin, court, lisse, réparti sur toute la surface du corps, jusqu'aux espaces interdigitaux. Légèrement plus long à la partie postérieure des cuisses ;
- l'autre, appelée « barbudo », à poil dur mi-long — mais cette longueur peut varier — toujours réparti uniformément sur tout le corps. Le galgo barbudo porte souvent barbe et moustaches, il a des sourcils très fournis et un toupet sur la tête.

Toutes les couleurs sont admises mais les nuances suivantes sont considérées comme les plus typiques, par ordre de préférence : 
- fauve et bringé (couleur claire, avec des rayures noires et parfois des taches blanches) plus ou moins foncé ;
- noir ;
- tacheté noir, foncé et clair ;
- alezan brûlé :
- cannelle ;
- jaune ;
- rouge ;
- blanc ;
- avec marques blanches et pie.

## Caractère

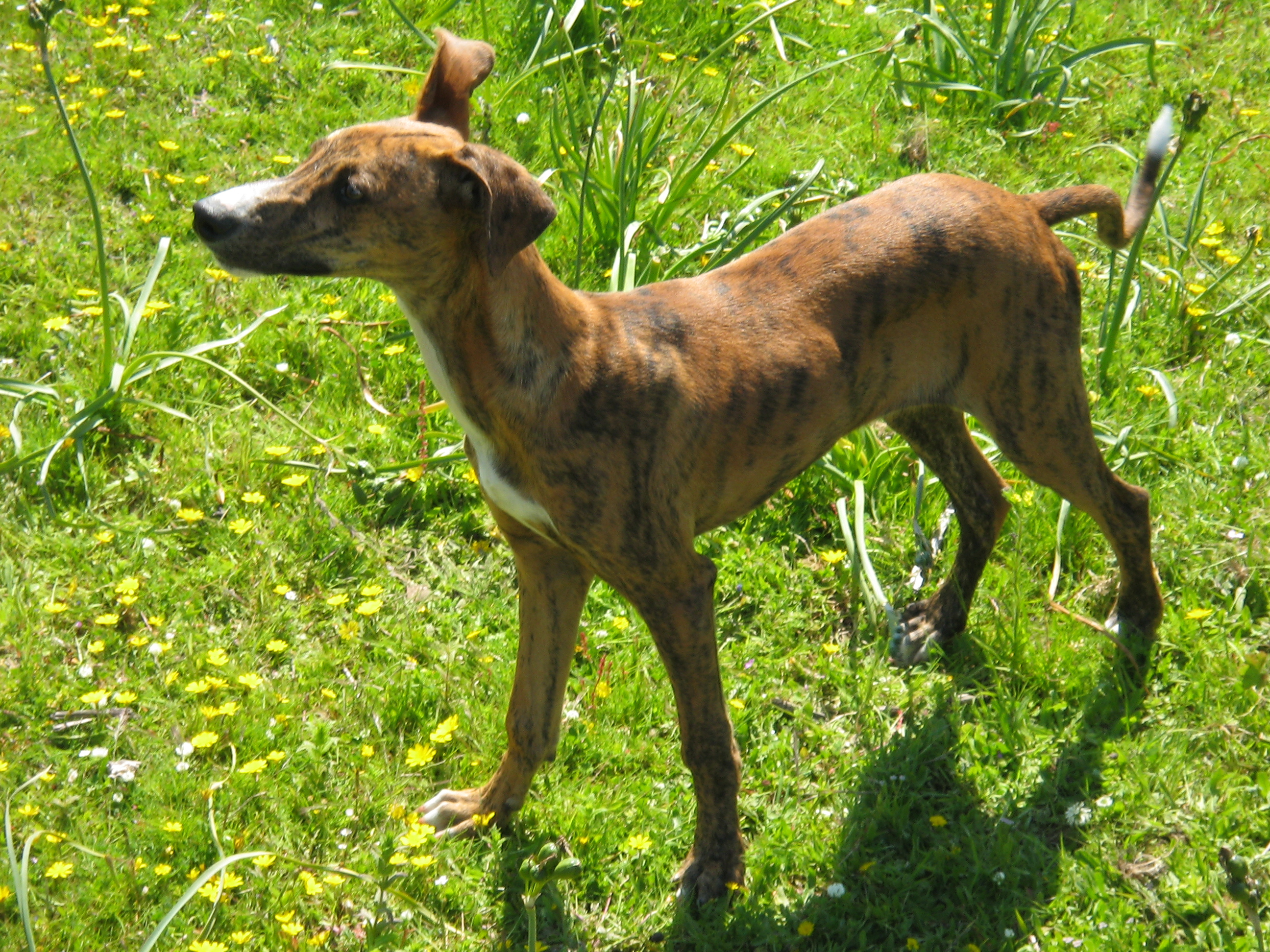
Un Galguito (levron espagnol), à la robe bringée.

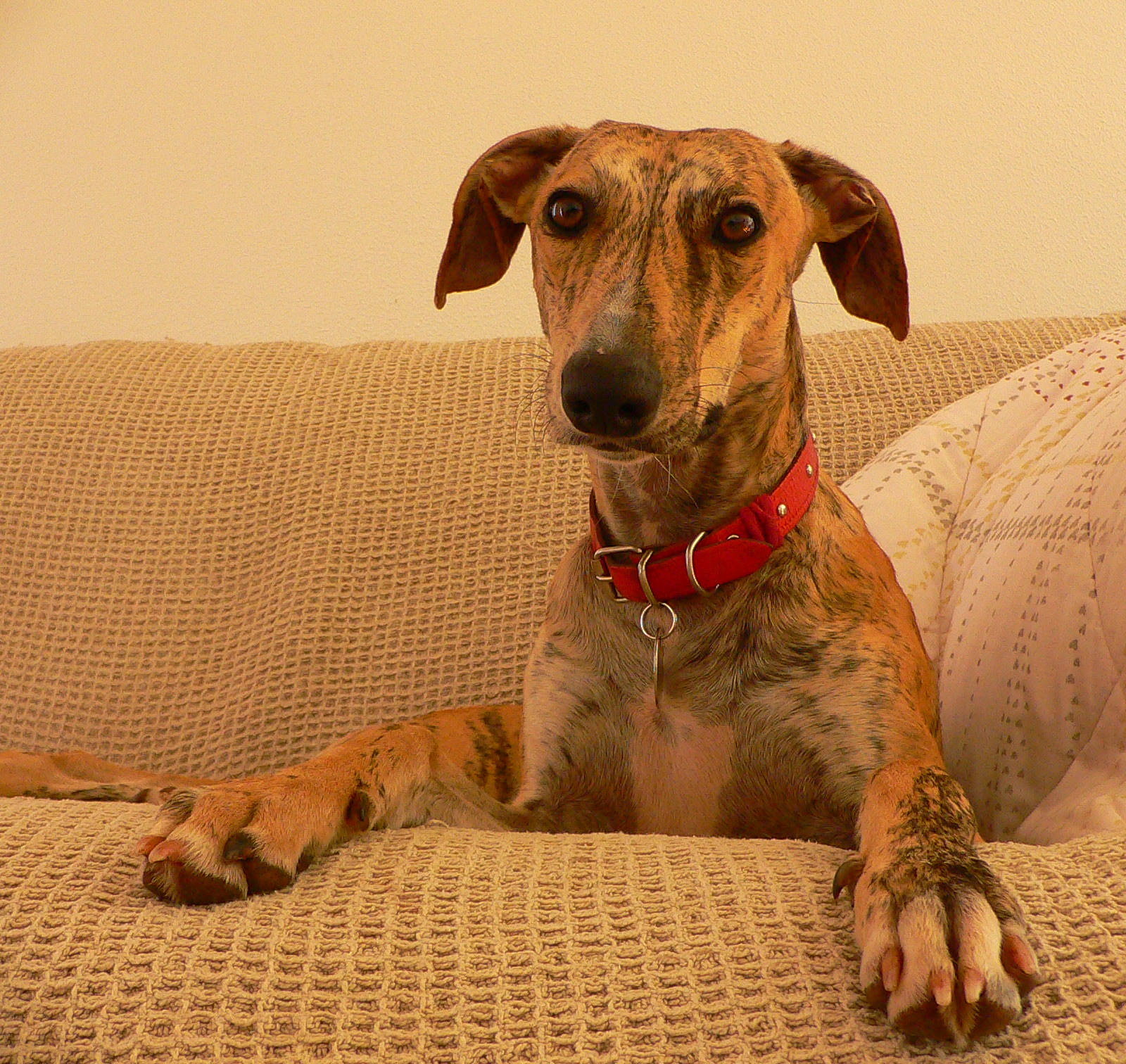
Calme et plénitude du galgo au repos.

Le chiot galgo est comme tous les chiots débordant d'énergie. Cependant, avec la maturité, il devient un chien réservé, à l'attention tournée vers ses maîtres, sérieux, joueur sans s'imposer, affectueux. Il sait se montrer protecteur et dissuasif sans tomber dans l'agressivité. Il s'attache à son maître pour mieux se calquer sur son activité. Il voyage très bien en voiture.
Le galgo a été élevé pour la chasse et part au moindre gibier aperçu. Lorsque le lien au maître a eu lieu, il revient sans problème après une course effrénée. Il a besoin chaque jour de promenade et de cavalcade pour revenir au calme de la maison. Il dévoile un caractère double : posé à la maison et explosif à l'exercice.

## Soins et santé

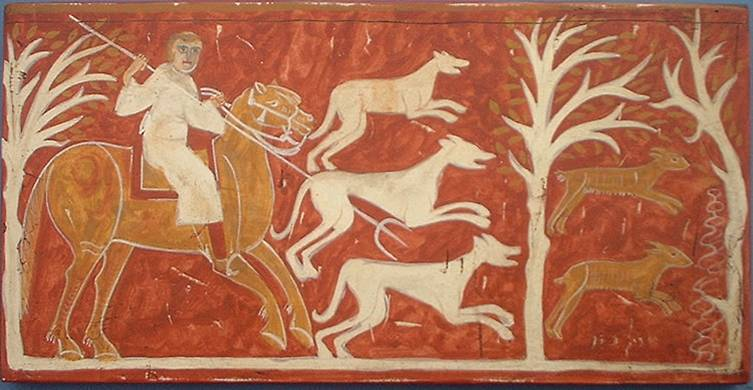
Galgos sur une fresque à l'ermitage mozárabe de San Baudilio.

À ce jour aucune maladie génétique n'a été répertoriée chez le galgo. Il est robuste et rustique.
Le galgo à poil ras doit être brossé une fois par semaine, les sujets de la variété à poil dur doivent l'être plus souvent.
Les bains ne doivent pas être trop fréquents.
Le galgo, apte à poursuivre du gibier sur de longues distances, a un important besoin d'exercice. Il doit pouvoir sortir régulièrement et courir à sa guise, suffisamment longtemps dans des lieux ne comportant aucun gibier.
Le galgo comme tous les lévriers a développé des aptitudes particulières et possède une physiologie différente des autres races de chien. Sa masse graisseuse plus réduite influe sur l'absorption, le stockage et l'élimination des produits anesthésiants. Certains produits tels que le pentotal ou les thiobarbituriques ne doivent pas être administrés. Il est recommandé de suivre des protocoles anesthésiques spécifiques aux lévriers.

## Histoire
Le galgo est un lévrier très ancien. L'étymologie de son nom prouve ses origines celtes. Le mot « galgo » provient du nom (la)« canis gallicus » donné par les Romains au vertragus (ou ouertragoï), compagnon des Celtes qui avaient colonisé la partie occidentale de la péninsule Ibérique. « Canis gallicus » deviendra « gallicus » puis « galgo ». Selon Xavier Przezdjiecki, « galgo et vertragus sont le prolongement du lévrier d'Asie introduit en Occident par les Celtes ». Le podenco, descendant du tesem égyptien, a sans doute aussi participé à l'évolution du galgo espagnol.
Au Moyen Âge espagnol et contrairement à la France ou à l'Angleterre, le galgo appartenait aussi bien aux paysans, qu'aux bourgeois et aux nobles. Il était toutefois le favori des grands d'Espagne.

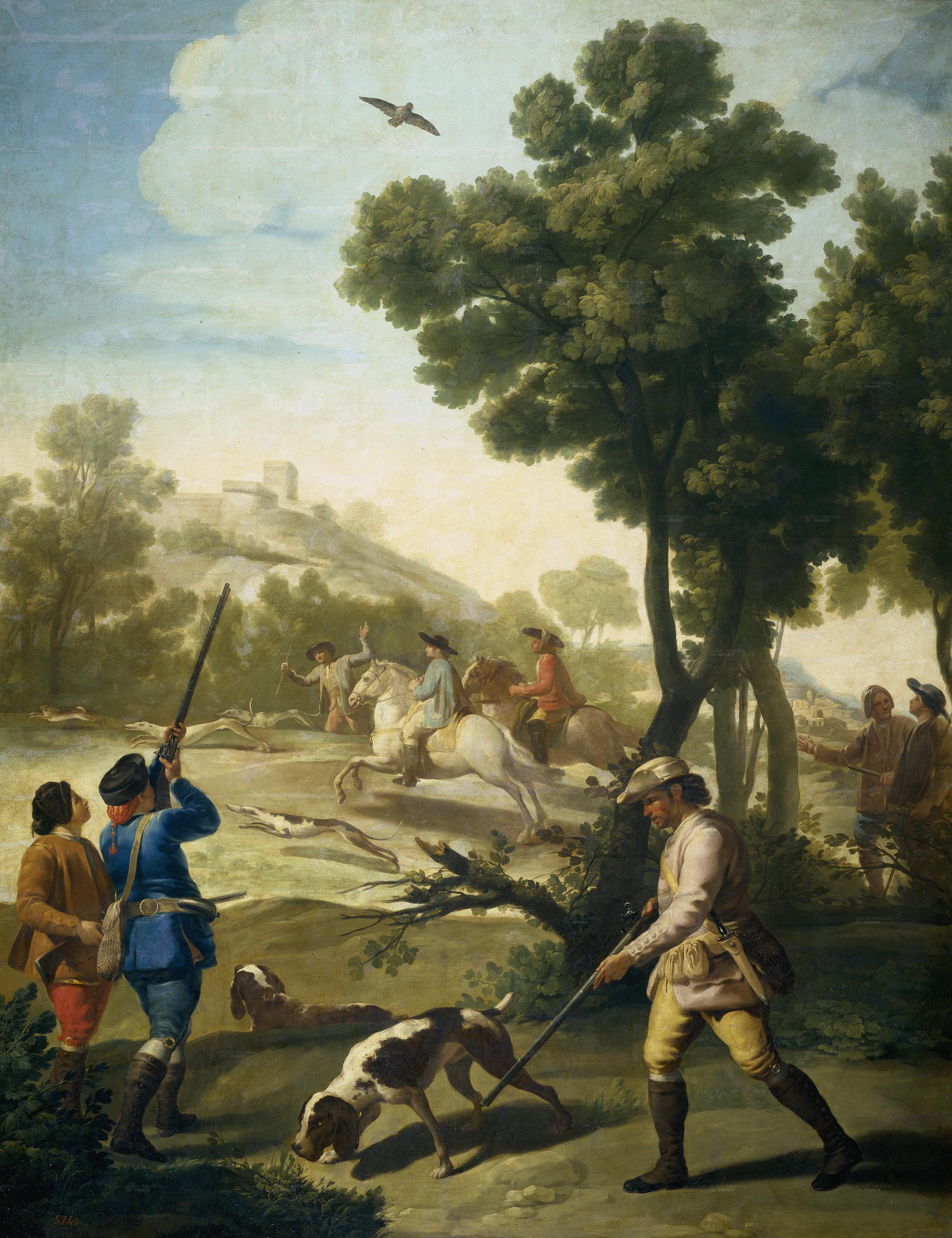
Galgos chassant près des chevaux - La Partie de chasse, Goya.

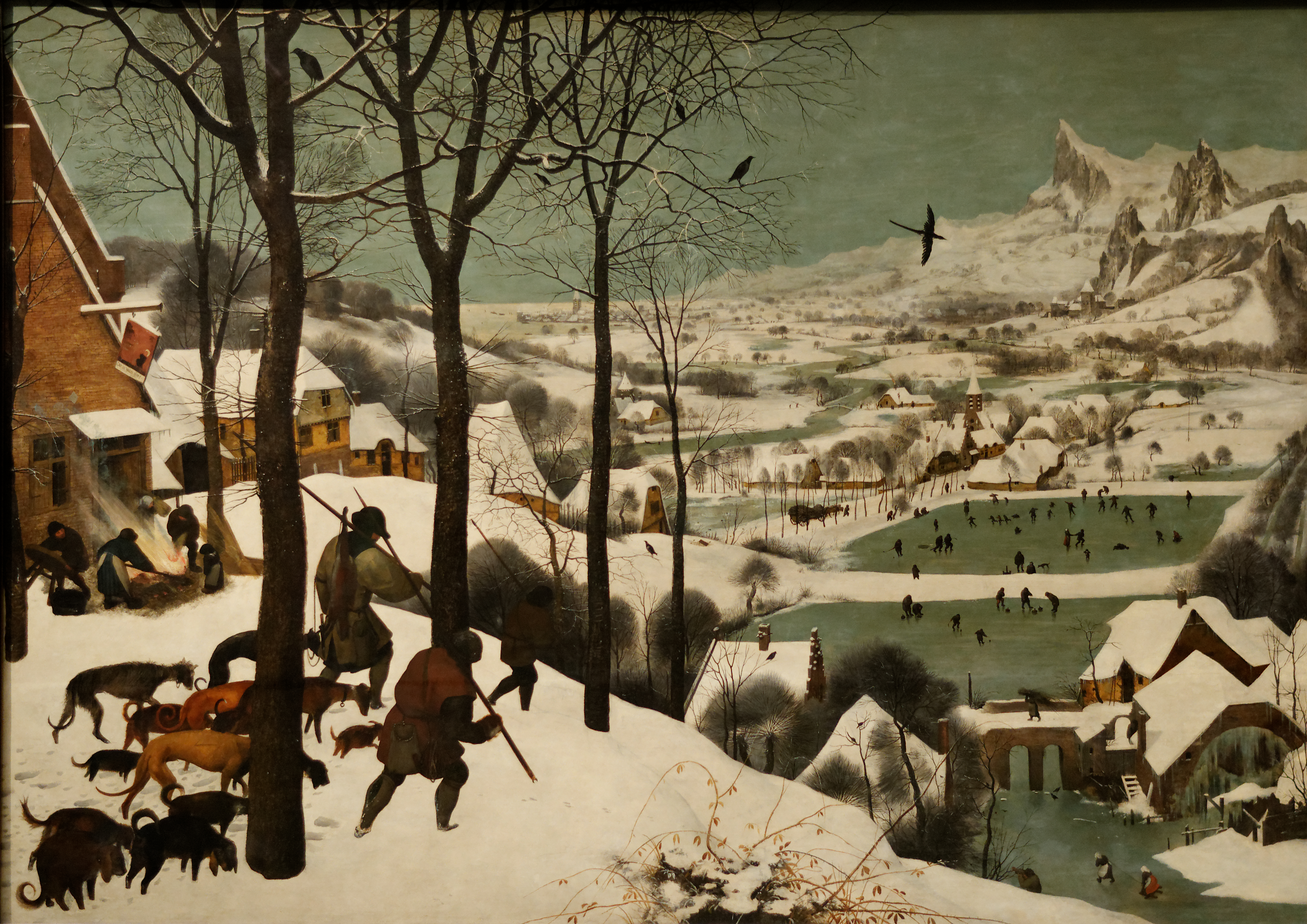
Les Chasseurs dans la neige, Pieter Brueghel l'Ancien.

François Ier, qui fut emprisonné en Espagne à la suite de sa défaite lors de la bataille de Pavie, reçut de la part de Charles Quint comme compagnon d'isolement un galgo.
Aux XIXe siècle et XXe siècle, les Espagnols ont croisé le galgo avec le greyhound aux fins d'accroître sa rapidité à la course. Mais par la suite, les éleveurs ont orienté leur sélection de manière à revenir au plus près du type originel.

## Art
Plusieurs artistes ont peint le galgo, notamment :
- Velázquez ;
- Pieter Brueghel l'Ancien - Chasseurs dans la neige (1565) ;
- Francisco de Goya - La partie de chasse (1775).

## Sport
En Espagne, le galgo est utilisé pour : 
- la chasse sans fusil, qui est autorisée et encore pratiquée de nos jours (contrairement à la France, où cette technique est interdite depuis la loi du 3 mai 1844)[6] ;
- des épreuves sportives :
  - el Campo - deux galgos sont jugés sur la poursuite d'un lièvre vivant,
  - la Lievre mecanica - course derrière un leurre mécanique,
  - en Canadromo - course en cynodrome (tombé en désuétude).

En France, il peut participer :
- aux épreuves de courses sur cynodromes ou racing ;
- aux poursuites à vue sur leurre (PVL) ou coursing, compte tenu de son passé de chasseur, ces épreuves sont très bien adaptées pour le galgo. Légèrement plus lent mais de constitution plus robuste que le Greyhound[3], il est nettement plus agile et plus persistant pour ce type d'épreuve[7].

## Les courses de lévriers galgos

Galgo (mâle) bringé.

En Espagne, le galgo est traditionnellement élevé pour la chasse dans le milieu rural (galgueros). Chaque année, des concours de chasse au lièvre (« carreras el campos ») sont organisées dans différentes régions. Les lévriers sont lâchés en couples, le vainqueur est celui qui attrape le lièvre. Le vainqueur final est fêté fièrement avec ses maîtres, de stades en stades.

## Le martyre des lévriers Galgo en Espagne
La chasse aux lévriers et les courses sont vivement dénoncées notamment dans un documentaire d'Irene Blanquez diffusé en 2014 et par des associations ,,. Les perdants et les mauvais chasseurs sont systématiquement éliminés, proportionnellement à leurs performances. Le galgo qui a mal chassé a déshonoré son maître. Il doit donc périr dans la douleur. Ils sont pendus (appelée « technique du pianiste » : le chien est pendu long ou court selon ses performances pour résister plus ou moins longtemps à l'étranglement, prenant appui sur ses pattes arrière), jetés au fond d'un puits, empoisonnés, abandonnés sans pouvoir s'échapper (retenus), affamés, amputés, traînés derrière une voiture jusqu'à ce que mort s'ensuive, vendus comme appâts de pêche, utilisés comme cibles vivantes pour le tir, comme proie pour des combats de chiens type pitbulls,. Plusieurs dizaines de milliers d'entre eux sont ainsi sacrifiés tous les ans.
La législation sur le droit des animaux en vigueur dans ce pays est très rarement appliquée (il a fallu attendre 2013 pour qu'une première condamnation soit prononcée envers les propriétaires). La fierté du chasseur dont le chien n'a pas chassé à hauteur de ses exigences l'autoriserait à punir son chien en le torturant et en lui imposant la mort qu'il choisit.

## La protection du galgo
De plus, le statut de ce chien est quasi nul en Espagne. Ce chien est considéré comme une sorte d'outil pour les chasseurs et ne dispose pas d'un statut le protégeant comme les autres animaux de compagnie. Il en résulte que, chaque année, des milliers de ces chiens sont non seulement abandonnés, mais souvent suppliciés, mutilés et tués par leurs maîtres en toute impunité. De nombreuses associations françaises (par ex. : Soligalgos, la voix des lévriers ou Lévriers sans frontières) luttent contre cette barbarie en menant des campagnes de sensibilisation, en influant pour faire changer la législation et surtout en proposant à l'adoption des galgos de tous âges.
De plus en plus d'Espagnols s'insurgent contre ces pratiques cruelles et souhaitent que les galgueros soient sanctionnés quand ils maltraitent leurs chiens. En 2014, un article du Monde consacré à ces pratiques citait la réalisatrice Irene Blanquez selon qui « Il semble que dans les cercles people avoir un lévrier devienne à la mode. […] Les médias commencent à s'intéresser un peu au sujet, et, en voyant le succès de mon documentaire, je crois que la société est surtout prête à changer cette situation. ».
Le sort des lévriers des Canaries, appelés podencos canario, est identique, ainsi que celui des lévriers argentins.

## Photos

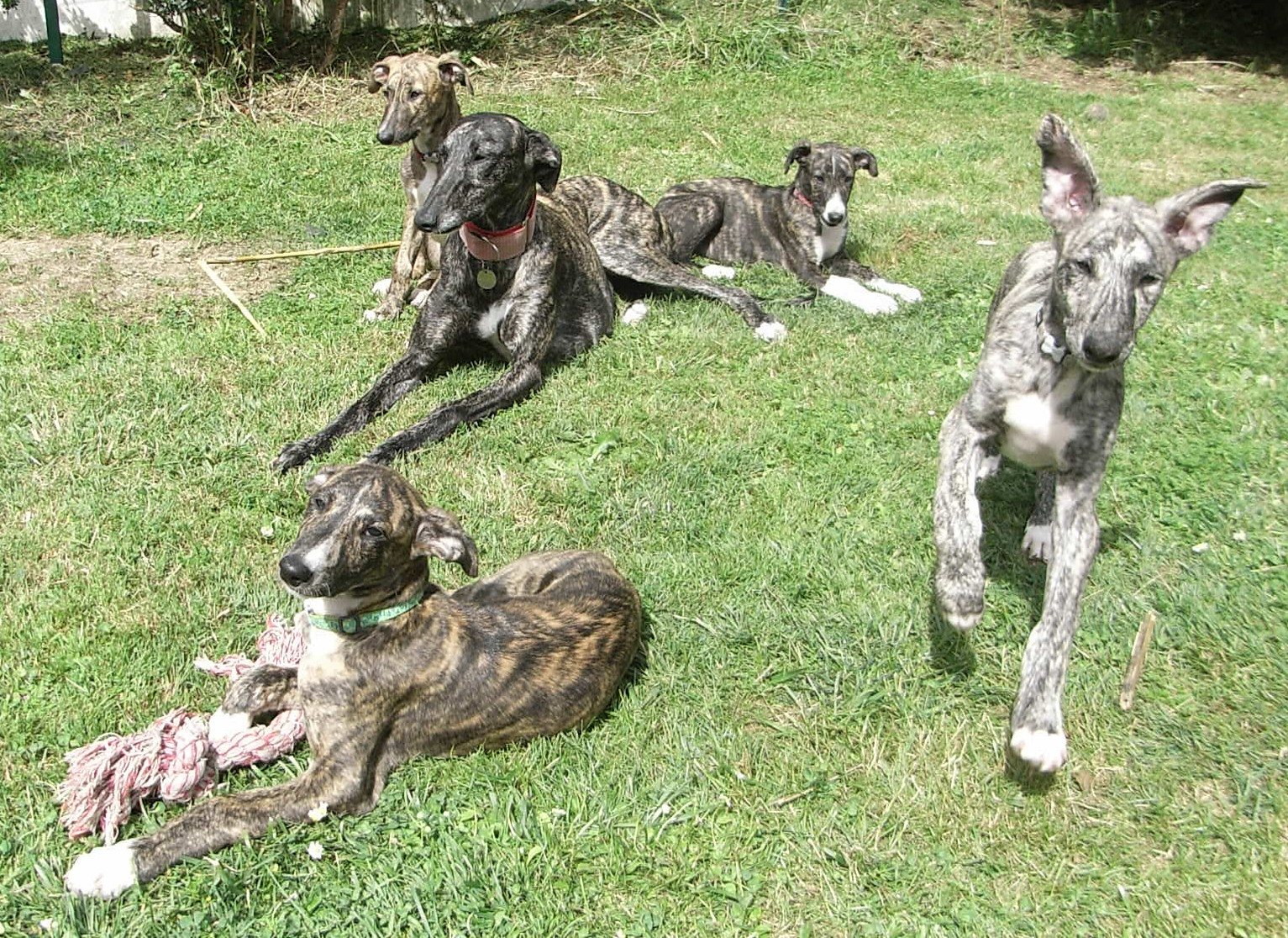
Galga avec ses petits.
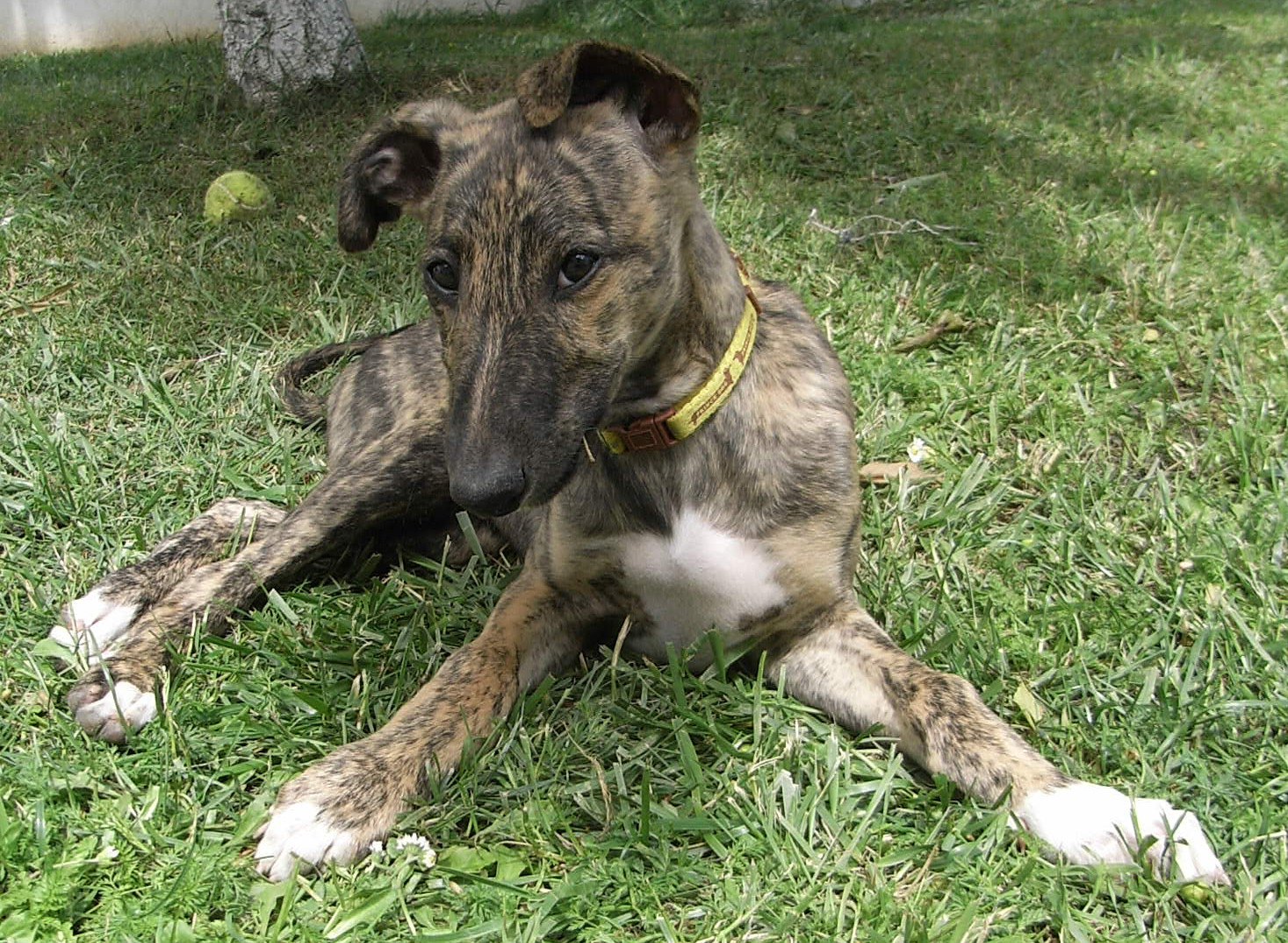
Galguita de 10 semaines.
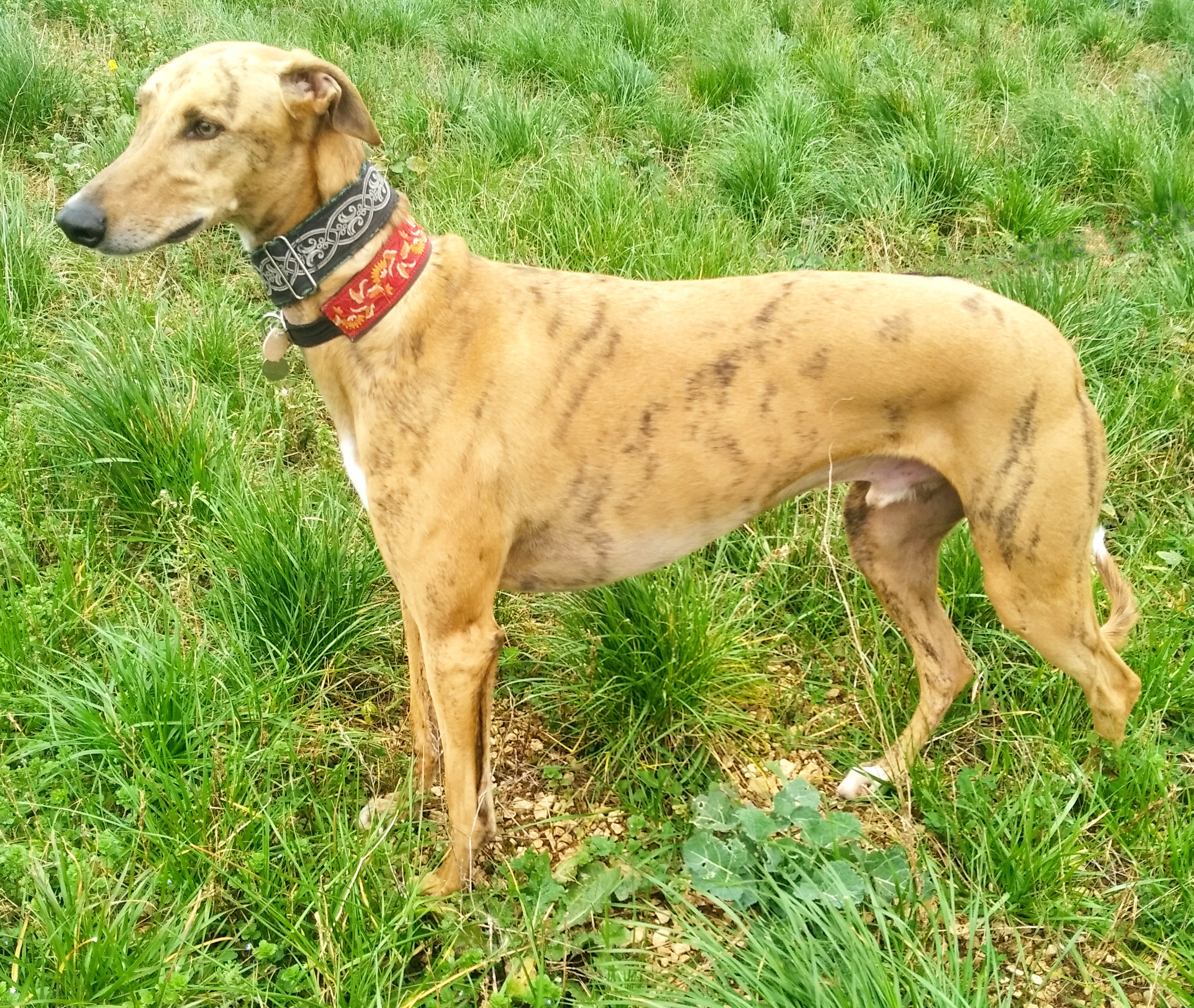
Galgo de 2,5 ans.
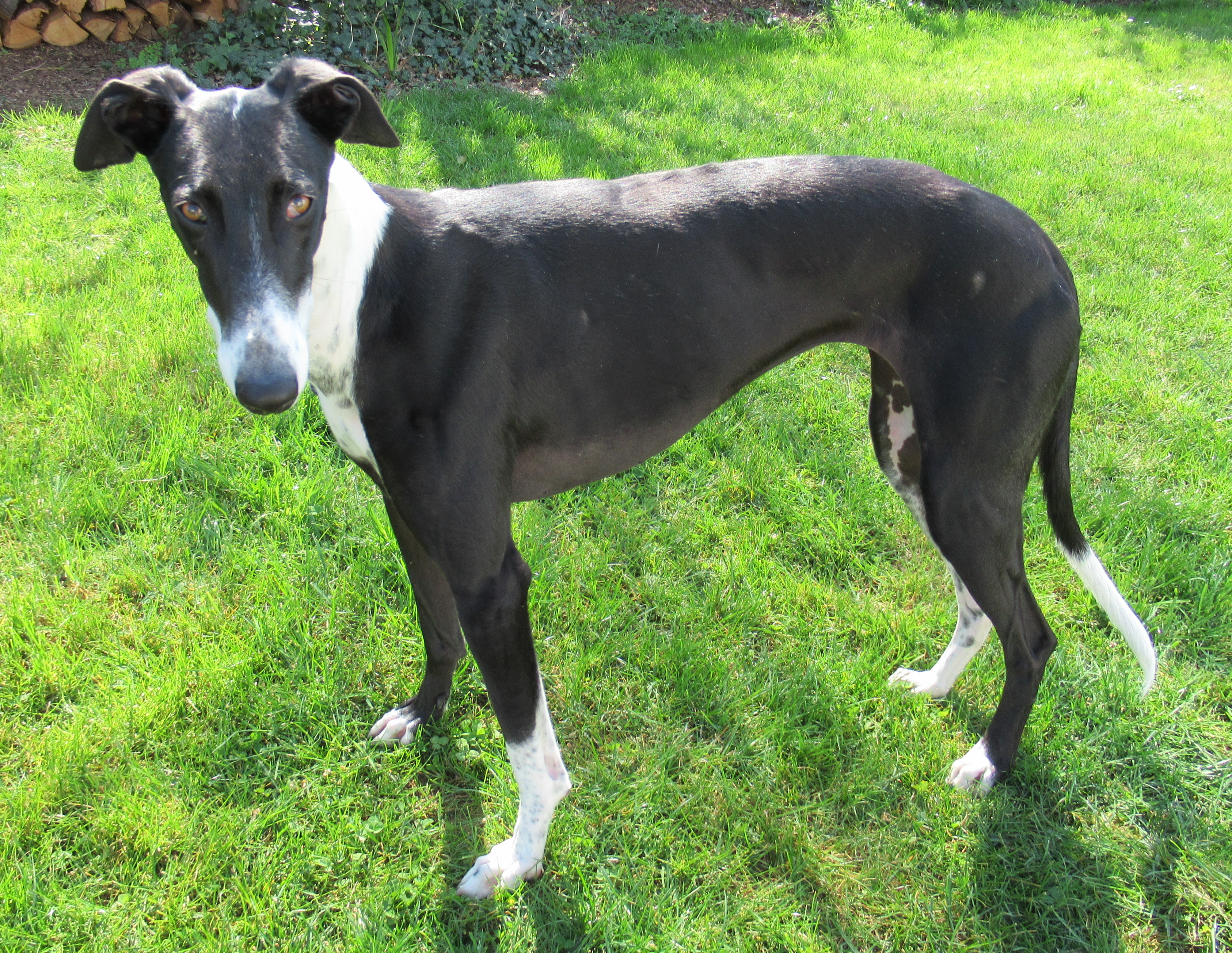
Galga de 2,5 ans.
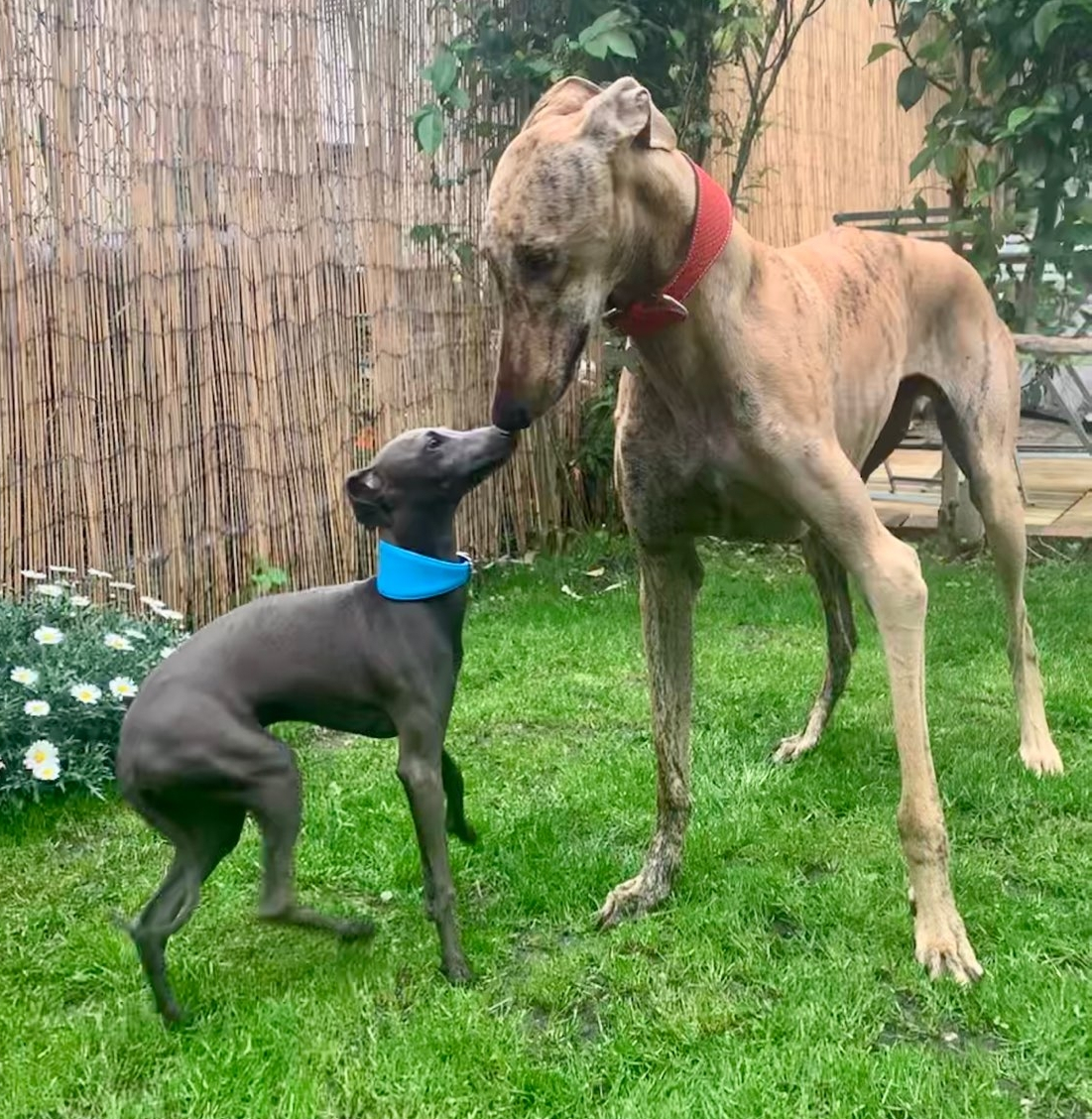
Petit lévrier italien et galgo.